# Ruth Goodman
Ruth Goodman (født 1963) er en britisk freelancehistoriker, der særligt beskæftiger sig med tidlig moderne tid, og har specialiseret sig i rådgivning til museer og historiske attraktioner. Hun er specialist i Storbritanniens sociale historie og er programvært på historiske dokumentarserier på BBC som Victorian Farm, Victorian Pharmacy, Edwardian Farm, Tudor Monastery Farm og Wartime Farm. Hun har også været vært på serien Tales from the Green Valley fra 2005, og optræder ligeledes lejlighedsvis på The One Show.
Goodman er konsulent på Victoria & Albert Museum og filmen Shakespeare in Love. Hun er også medelem af Tudor Group, en reenactmentgruppe der beskæftiger sig med Huset Tudor og tudortiden. Som et resultat af hendes arbejde og forskning med socialhistorie er hun holdt op med at bruge rengøringsmidler i hendes vaskemaskine, spiser aldrig masseproduceret kød og laver nogle gange med over åben ild.
Goodman har to døtre, Eve, der ofte optræder med Goodman i hendes t-vprogrammer, og Catherine, der medvirkede i en episode af Victorian Farm.
I 2011 medvirkede Goodman i Celebrity Masterchef. Den 18. juli 2012 blev Goodman gjort til æresdoktor på Bishop Grosseteste University College Lincoln for hendes bidrag til historisk uddannelse.
I efteråret 2013 medvirkede hun i Tudor Monastery Farm, der er en faktuel tv-serier om landbrug i tudortiden på BBC Two.
I 2014 medvirkede hun i et afsnit af Kew on a Plate, der var en miniserie i fire dele med Raymond Blanc og Kate Humble. I november og december samme år medvirkede hun i i tv-serien Secrets of the Castle på BBC Two med Peter Ginn og Tom Pinfold. Serien undersøgte forskellige teknikker, der er blevet brugt til at bygger middelalderens borge i Europa, baseret på eksperimentel arkæologi på Guédelon i Frankrig
I 2015 fungerede hun som ekspert sammen med medværten Fi Glover i BBC-dokumentaren 24 Hours in the Past.